# Edgar Mountain
Edgar Donald Mountain (ur. 2 kwietnia 1901 w Camberwell, zm. 30 kwietnia 1985 w Grahamstown) – brytyjski biegacz średniodystansowy. Brał udział w biegu na 800 m, podczas Letnich Igrzyskach Olimpijskich 1920 i 1924 roku, a w 1920 zajął czwarte miejsce, ustanawiając rekord Wielkiej Brytanii juniorów.
W 1922 roku Mountain rozpoczął pracę jako asystent w dziale mineralogii Muzeum Historii Naturalnej w Londynie, gdzie pracował przez cztery lata. Następnie przeniósł się do Afryki Południowej i został wykładowcą na wydziale geologii Rhodes University. W 1929 przejął po śmierci Ernesta H. L. Schwarza profesurę na tym wydziale i pracował na nim łącznie 43 lata. Był przede wszystkim badaczem terenowym, sporządził mapy geologiczne obszarów Prowincji Przylądkowej Wschodniej, takich jak okolice na wschód od Grahamstown, Keiskammahoek i Port Alfred. Odkrył kilka minerałów, m.in. rhodesite, a jeden z nich – mountainite – nosi jego imię.